# Ljushults distrikt
Ljushults distrikt är ett distrikt i Borås kommun och Västra Götalands län. 
Distriktet ligger sydost om Borås. 

## Tidigare administrativ tillhörighet
Distriktet inrättades 2016 och utgörs av socknen Ljushult i Borås kommun
Området motsvarar den omfattning Ljushults församling hade vid årsskiftet 1999/2000.